# Akihiko Hoshide
Akihiko Hoshide (jap. 星出彰彦 Hoshide Akihiko; ur. 28 grudnia 1968 w dzielnicy Setagaya w Tokio, Japonia), inżynier, japoński astronauta JAXA.

## Wykształcenie oraz praca zawodowa
- 1987 – ukończył szkołę średnią (United World College of South-East Asia) w Singapurze.
- 1992 – został absolwentem tokijskiego Uniwersytetu Keiō, otrzymując licencjat z budowy maszyn. Następnie przez dwa lata pracował w oddziale NASDA (obecnie JAXA) w Nagoi, gdzie brał udział w pracach nad rakietą nośną H-II.
- 1994 – rozpoczął pracę w NASDA w wydziale wykorzystania przestrzeni kosmicznej. Zajmował się opracowaniem programu szkolenia astronautów. Wspierał podczas przygotowań do misji STS-72 japońskiego astronautę Koichi Wakatę.
- 1997 – uzyskał tytuł magistra inżynierii lotniczej i kosmicznej na University of Houston Cullen College of Engineering i trafił do wydziału astronautów NASDA.

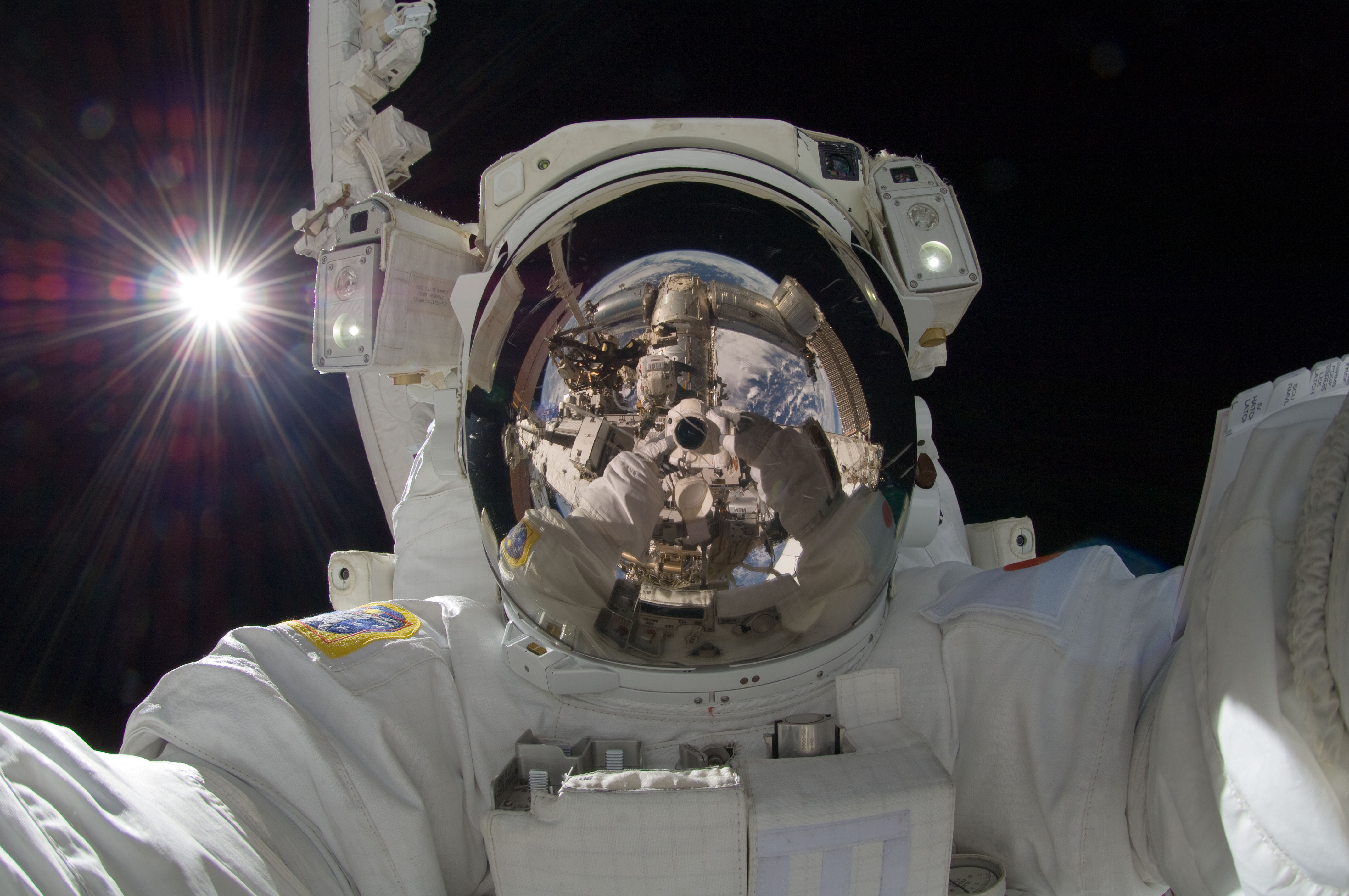
Akihiko Hoshide, astronauta JAXA oraz inżynier pokładowy Ekspedycji 32 używa cyfrowego aparatu fotograficznego do wykonania fotografii swojego hełmu podczas trzeciego w czasie tej ekspedycji spaceru kosmicznego

## Kariera astronauty
- 1999 – 10 lutego został przyjęty do korpusu japońskich astronautów (NASDA) jako jeden z trzech kandydatów do lotu na Międzynarodową Stację Kosmiczną.
- 2001 – 24 stycznia zakończył podstawowe przeszkolenie astronautyczne, które odbył w Centrum Kosmicznym w Tsukubie.  Podczas kursu wspólnie z rosyjskimi kosmonautami uczestniczył w treningach na Morzu Czarnym. Od kwietnia rozpoczął szkolenie na japońskim module ISS – Kibō.
- 2002 – na przełomie sierpnia i września przeszedł 12-dniowe szkolenie (w ramach programu lotów na ISS) w bazie Europejskiego Centrum Kosmonautów (European Astronaut Centre - EAC) w Kolonii w Niemczech.
- 2003 – od stycznia do marca przeszedł drugi cykl szkoleniowy na module Kibō (Kibo Advanced Training #2). W lipcu rozpoczął dwumiesięczny kurs na symulatorze statku kosmicznego Sojuz-TMA. W listopadzie uczestniczył w przygotowaniu procedury połączenia modułu Kibō z Międzynarodową Stacją Kosmiczną związanej z koniecznością wyjścia astronautów w otwarty kosmos.
- 2004 – w maju w Gwiezdnym Miasteczku pod Moskwą zakończył trening przewidziany dla inżyniera pokładowego statku Sojuz TMA. Miesiąc później rozpoczął przeszkolenie w Centrum Lotów Kosmicznych imienia Lyndona B. Johnsona razem z 19 grupą astronautów amerykańskich NASA-19(inne języki).
- 2006 – 10 lutego zakończył specjalistyczny trening w Johnson Space Center i uzyskał certyfikat specjalisty misji. Program obejmował m.in. zagadnienia dotyczące budowy wahadłowca i ISS, naukę pilotażu samolotu T-38 i kurs przetrwania w warunkach ekstremalnych. Po szkoleniu pozostał w Houston aby uczestniczyć w przygotowaniach do wyniesienia w kosmos japońskiego modułu eksperymentalnego ISS - JEM (Japan Experiment Module). Pracował w Wydziale Międzynarodowej Stacji Kosmicznej Biura Astronautów NASA. W centrum kontroli lotu pełnił też funkcję operatora łączności (CapCom).
- 2007 – 24 marca został wyznaczony do załogi STS-124.
- 2008 – 31 maja - wystartował w kosmos na pokładzie wahadłowca Discovery. Był to drugi z trzech lotów do Międzynarodowej Stacji Kosmicznej, podczas których uzupełniane było wyposażenie japońskiego modułu Kibō. Hoshide pełnił funkcję specjalisty misji.
- 2009 – 18 listopada został wyznaczony do załogi Ekspedycji 32 i Ekspedycji 33 na Międzynarodowej Stacji Kosmicznej.
- 2012 – 15 lipca wystartował w kosmos na pokładzie Sojuza TMA-05M, który przycumował 17 lipca do Międzynarodowej Stacji Kosmicznej.
- 2021 – 23 kwietnia  podczas misji SpaceX Crew-2 poleciał na Międzynarodową Stację Kosmiczną, gdzie jest członkiem Ekspedycji 65(inne języki).

Stowarzyszenie Uczestników Lotów Kosmicznych (Association of Space Explorers) przyznało mu Universal Astronaut Insignia za lot orbitalny (nr 478).

## Wykaz lotów
| Loty kosmiczne, w których uczestniczył Akihiko Hoshide                   | Loty kosmiczne, w których uczestniczył Akihiko Hoshide | Loty kosmiczne, w których uczestniczył Akihiko Hoshide | Loty kosmiczne, w których uczestniczył Akihiko Hoshide | Loty kosmiczne, w których uczestniczył Akihiko Hoshide | Loty kosmiczne, w których uczestniczył Akihiko Hoshide               | Loty kosmiczne, w których uczestniczył Akihiko Hoshide |
| №                                                                        | Data startu                                            | Statek kosmiczny                                       | Data lądowania                                         | Statek kosmiczny                                       | Funkcja                                                              | Czas trwania                                           |
| ------------------------------------------------------------------------ | ------------------------------------------------------ | ------------------------------------------------------ | ------------------------------------------------------ | ------------------------------------------------------ | -------------------------------------------------------------------- | ------------------------------------------------------ |
| 1                                                                        | 31 maja 2008                                           | STS-124 Discovery F-35                                 | 14 czerwca 2008                                        | STS-124 Discovery F-35                                 | Specjalista misji                                                    | 13 dni 18 godzin 13 minut i 7 sekund                   |
| 2                                                                        | 15 lipca 2012                                          | Sojuz TMA-05M                                          | 19 listopada 2012                                      | Sojuz TMA-05M                                          | Inżynier pokładowy                                                   | 126 dni 23 godzin 13 minut i 34 sekundy                |
| 3                                                                        | 23 kwietnia 2021                                       | SpaceX Crew-2 Dragon "Endeavour"                       |                                                        |                                                        | Inżynier pokładowy statku Dragon i Międzynarodowej Stacji Kosmicznej |                                                        |
| Łączny czas spędzony w kosmosie – 140 dni 17 godzin 26 minut i 41 sekund |                                                        |                                                        |                                                        |                                                        |                                                                      |                                                        |